# Metagnoma singularis
Metagnoma singularis är en skalbaggsart som beskrevs av Aurivillius 1925. Metagnoma singularis ingår i släktet Metagnoma och familjen långhorningar. Inga underarter finns listade i Catalogue of Life.